# 1952 na arte

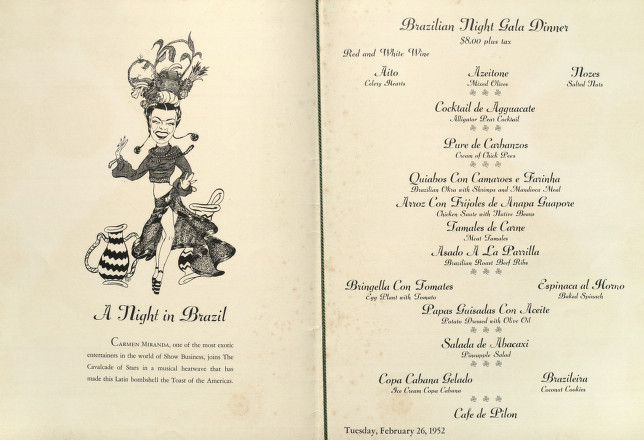
Hotel Shamrock, localizado em Houston, Texas, apresenta entretenimento com Carmen Miranda

## Eventos
- Inauguração do Museu de Arte Moderna do Rio de Janeiro

## Nascimentos
| Data           | Nome               | Profissão                                   | Nacionalidade | Observações | Ref |
| -------------- | ------------------ | ------------------------------------------- | ------------- | ----------- | --- |
| 23 de Março    | Francesco Clemente | pintor                                      | Itália        |             |     |
| 16 de Novembro | Shigeru Miyamoto   | criador de videogames                       | Japão         |             |     |
| ??             | Madalena Coelho    | pintora                                     | Portugal      |             |     |
| ??             | Rosa Carvalho      | pintora                                     | Portugal      |             |     |
| ??             | Heitor Figueiredo  | ceramista                                   | Portugal      |             |     |
| ??             | Tunga              | escultor, desenhista e artista performático | Brasil        |             |     |

## Mortes
| Data | Nome           | Profissão                                | Nacionalidade | Observações | Ref |
| ---- | -------------- | ---------------------------------------- | ------------- | ----------- | --- |
| ??   | Miguel Barrias | pintor                                   | Portugal      | n. 1904     |     |
| ??   | Raul Deveza    | pintor, cenógrafo, decorador e professor | Brasil        | n. 1891     |     |

## Prémios
- Prémio Valmor e Municipal de Arquitectura 1952 - Fernando Silva e João Faria da Costa[1].